# سیجان (کمیجان)
سیجان روستایی است از توابع بخش میلاجرد،شهرستان کمیجان دراستان مرکزی.زبان محلی این روستا ترکی است و در مرز استان مرکزی و استان همدان قرار دارد.این روستا بین روستای ولید آباد و طرلان واقع شده و دارای چندین قنات، باغ های گردو، بادام، زردآلو، انگور... است. همچنین درکوه های این منطقه گیاهان دارویی مانند آویشن، چای کوهی و...به صورت طبیعی رشد میکند. شغل مردم روستا دامداری، کشاورزی، باغداری و... است.بیشتر باغات روستا درختان گردو هستند و بخش عمده کشاورزی روستا گندم و جو ونخود است. 

## مشخصات منطقه‌ای
روستای سیجان طبق تقسیمات اخیر کشوری، از توابع دهستان خسروبیگ و بخش میلاجرد شهرستان کمیجان می‌باشد. این روستا با مختصات جغرافیایی ۴۹ درجه و ۳۴ دقیقه طول شرقی و ۵۷ درجه و ۴۳ دقیقه عرض شمالی در شمال غربی استان مرکزی قراردارد. فاصله روستای سیجان تا مرکز شهرستان ۲۰ کیلومتر می‌باشد.

## جمعیت
طبق سرشماری مرکز آمار ایران، جمعیت سیجان در سال ۱۳۸۵ برابر با ۲۰۸ نفر بوده‌است. این روستا ۵۶ خانوار دارد.